# Maia (Ialomița megye)
Maia község és falu Ialomița megyében, Munténiában, Romániában.

## Fekvése
A megye nyugati részén található, a megyeszékhelytől, Sloboziatól, kilencvenhárom kilométerre nyugatra, Ilfov megye határán, a Prahova folyó jobb partján.